# Curuppumullage Jinarajadasa
Curuppumullage Jinarajadasa (Sri Lanka, 16 de diciembre de 1875 – Estados Unidos, 18 de junio de 1953) fue un masón, teósofo, y cuarto presidente de la Sociedad Teosófica. Sus intereses y escritos incluyen religión, filosofía, literatura, arte, ciencia y química oculta. También fue un excepcional lingüista, que tuvo la habilidad de trabajar en varios idiomas diferentes.

## Biografía
Curuppumullage Jinarajadasa nació el 16 de diciembre de 1875 en Sri Lanka, de una familia de padres Cingaleses de tradición budista.  
Su primer contacto con la teosofía lo tuvo a los 13 años cuando conoció a Charles Webster Leadbeater, fundador y director del Ananda College, en Colombo (Sri Lanka), en donde Jinarajadasa era estudiante.  Un año más tarde, en 1889, C. W. Leadbeater fue llamado por el periodista Alfred Percy Sinnett para que fuera a Inglaterra a ser el tutor de su hijo Denny.  Leadbeater aceptó y llevó consigo a Jinarajadasa en donde continuó siendo su tutor. Ese mismo año conoció a Madame Blavatsky.   
En Inglaterra, Jinarajadasa fue al St John´s College, Cambridge, y cuatro años después obtuvo un título en Lenguas Orientales. Luego regresó a Ceilán y  fue nombrado subdirector del Ananda College en Colombo.  Después de algunos años regresó a Europa a estudiar en la Universidad de Pavía, Italia.  Rápidamente obtuvo dominio del italiano, francés, español y en menor medida, del portugués.  
En la primera década del siglo XX visitó Chicago, donde conoció e influenció a Weller van Hook, conocido cirujano y escritor, que después se volvió teósofo.  Fue en esta época también en que se encontró en Tacoma, Estados Unidos, con Max Heindel, que era en ese entonces un conferencista entregado a la labor teosófica.
En 1916, Jinarajadasa se casó con la feminista inglesa Miss Dorothy M. Graham, quien fundó la “Women´s Indian Association” (WIA) en Adyar junto con Annie Besant en 1917.  Ella lo acompañó por varios años en sus viajes alrededor del mundo.  Durante su vida, Jinarajadasa viajó a muchos países en su devoto servicio a la Teosofía, a pesar de todas las dificultades de la guerra de aquella época.  
De 1921 a 1928 fue vicepresidente de la Sociedad Teosófica. 

### Gira por América Latina y expansión de la Masonería Mixta
En 1929 viajó a América Latina visitando 17 países, donde dio conferencias en español y portugués y fundó ramas de la Sociedad Teosófica (ST).  Existen dos libros titulados Dioses encadenados editados uno en Guatemala y otro en Montevideo sobre sus conferencias en esas ciudades, además de un artículo llamado Un año de viaje por América Latina en donde describe sus impresiones de esas tierras.
Durante este viaje, su labor trascendió el ámbito teosófico y tuvo un impacto decisivo y duradero en la historia de la francmasonería en la región.
En su calidad de miembro del Supremo Consejo de la Orden Masónica Mixta Internacional "Le Droit Humain", y con la autorización de su sede en París, Jinarajadasa fue el encargado de introducir y organizar la masonería mixta en varios países del continente. Su labor incluyó la consagración de logias y capítulos en diversas naciones:
- En Brasil: Consagró e instaló el Capítulo Rosacruz "Amistade" en Río de Janeiro.
- En Chile: Su intervención fue crucial. Contactado por masones de la Gran Logia de Chile que aspiraban a crear una logia que admitiera a hombres y mujeres, lideró las gestiones para fundar la primera logia mixta del país.[6] El 25 de febrero de 1929, presidió la consagración de la Respetable Logia "Igualdad" N.º 632 y el Capítulo Rosacruz "Esperanza" en Santiago, marcando el inicio oficial de la masonería mixta en Chile.[7]
- En Perú: Introdujo la masonería mixta organizando y consagrando una logia azul en Lima.
- En México: A instancias del representante local de la Orden, instaló el Capítulo Rosacruz "In Merida" en Yucatán.

Su intervención directa, enmarcada en su gira continental, fue el catalizador que permitió la introducción y el posterior desarrollo de esta corriente masónica liberal e inclusiva en Sudamérica y Centroamérica.

En 1945, después de la muerte del George Arundale, Jinarajadasa fue nombrado presidente de la Sociedad Teosófica.  En 1949 fundó la Escuela de Sabiduría (School of Wisdom, en inglés) en Adyar, que todavía existe, atrayendo a estudiantes de todo el mundo.  También fue un masón, uniéndose a Le Droit Humain, conocida también como Comasonería (una forma mixta de Masonería).  Curruppumullage Jinarajadasa fue sucedido en la presidencia de la Sociedad Teosófica por Nilakanta Sri Ram en febrero de 1953, poco antes de su muerte, acaecida el 18 de junio de ese mismo año.  Ha sido el único presidente de la ST en entregar en vida el cargo a su sucesor.

## Jinarajadasa y Krishnamurti
Jinarajadasa se encontraba probablemente en Estados Unidos difundiendo la Teosofía cuando Krishnamurti llegó por primera vez a la ST, en 1909, llevado por Leadbeater y Annie Besant para su instrucción.  Poco tiempo después, Jinarajadasa se encontró con Krishnamurti en Inglaterra, en donde se convirtió en uno de sus principales tutores, junto con George Arundale.
Después de que Krishnamurti disolviese la Orden de la Estrella y se retiró de la ST en 1929, mantuvo contactos esporádicos con Jinarajadasa, quien se convirtió en su único enlace con la ST.  Jinarajadasa tuvo siempre aprecio por Krishnamurti y dentro de su interés por preservar objetos de valor histórico (por lo cual se caracterizó siempre y gracias a lo cual la ST conserva muchos objetos valiosos) se preocupó por conservar una colección de artículos que habían pertenecido a Krishnamurti cuando era niño: sus cuadernos de ejercicios, sus libros de texto, unas cuantas prendas de vestir y algunos zapatos. Años más tarde, Susnaga Weeraperuma quiso fotografiar esta colección; sin embargo, los empleados administrativos de la ST le dijeron que desconocían su existencia y aparentemente dichos objetos no existen más.  
En 1953 Krishnamurti se encontraba en Ojai, California y al enterarse de que Jinarajadasa estaba en Estados Unidos, esperaba que pudiera llegar a visitarlo y tener «una buena y larga conversación con él».  Sin embargo, Jinarajadasa murió súbitamente en Chicago, antes de poder encontrarse con Krishnamurti, el 18 de junio. Una vez muerto Jinarajadasa, Krishnamurti no volvió a tener contacto con la ST.

## Obra
Jinarajadasa escribió muchos trabajos sobre teosofía, teología, filosofía, literatura, arte y ciencia.  También participó en las investigaciones de Annie Besant y Charles Leadbeater sobre Química Oculta.
Obras en inglés:
- In His Name
- Christ and Buddha
- The ritual of the Mystic Star
- Release
- The meeting of the east and the west
- The message of the future
- The ideas of theosophy
- The divine vision
- The heritage of our fathers
- The seven veils of consciousness
- The law of Christ
- Theosophy and reconstruction
- Theosophy and modern thought
- The nature of mysticism
- Christ the Logos
- The Lord's work
- The faith that is the life
- The reign of law
- Letters of the Masters of Wisdom
- First Principles of Theosophy
- Clairvoyant Investigations
- Occult Investigations
- How we remember our past lives
- The Religion and Philanthropy of Freemasonry
- Women in Freemasonry
- Art as a factor in the Solu´s  Evolution
- H. P. B. and H. P. Blavatsky (artículopublicadoen  “The Theosophist”, mayo 1923)
- The personality of H. P. Blavatsky

Obras en español:
- Dioses encadenados
- Breve biografía de la Dra. Annie Besant
- Cómo se recuerdan las vidas pasadas
- En su nombre (enlace roto disponible en Internet Archive; véase el historial, la primera versión y la última).
- Flores y Jardines (enlace roto disponible en Internet Archive; véase el historial, la primera versión y la última).
- Fundamentos de Teosofía
- La nueva humanidad de la intuición (enlace roto disponible en Internet Archive; véase el historial, la primera versión y la última).
- Investigaciones Ocultas
- La visión divina
- Teosofía práctica
- La Teosofía y el pensamiento moderno
- El Niño maravilloso
- Cristo y el Buddha
- El Reino de la Ley
- El arte y las emociones
- La naturaleza del misticismo
- Un año de viaje por América Latina (artículo publicado en “El Loto Blanco”, España, enero 1930).
- La teoría acerca de los Instructores del mundo (artículo publicado en “El Loto Blanco”, España, septiembre 1931).
- El temperamento científico de C. W. Leadbeater (artículo publicado en “The American Theosophist”, febrero 1942).
- La Teosofía como filosofía del pensamiento y de la acción (artículo publicado en “El Loto Blanco”, España, agosto 1927).